# 멘델스존바르톨디파르크역
멘델스존바르톨디파르크역(U-Bahnhof Mendelssohn-Bartholdy-Park)은 베를린 미테구 티어가르텐에 있는 U2의 역이다. 근처에 있는 멘델스존 바르톨디 공원(Mendelssohn-Bartholdy-Park)에서 이름을 따 왔다.

## 역사

### 건설 이전
1961년 8월 13일 건설된 베를린 장벽은 정확히 이 위치에서 U2 노선을 동서로 분할한다. 이에 따라서 서베를린은 룰레벤-글라이스드라이에크, 동베를린은 포츠다머 플라츠-팡코 구간을 운영하게 되었다. 여기에서 놀렌도르프플라츠역으로 운행했던 지상 선로는 교통량이 줄어들었고, 장벽 건설 이후에는 영업을 중단했으며 1984년부터 1991년까지는 북부 구간에 M반이 운행했다. M반 정차역 베른부르거 슈트라세(Bernburger Straße)역은 이 역 북쪽에 위치해 있었다.
베를린 장벽 붕괴와 재통일로 인하여 동서로 단절된 U2 노선이 복구될 수 있었다. 글라이스드라이에크-포츠다머 플라츠 구간 지상 선로와 지하 진입로는 제2차 세계 대전 이후에는 임시로만 유지보수되었기 때문에 복구 과정에서 완전히 새롭게 건설되었다. 이 과정에서 지하 진입로가 역사 공간을 마련할 수 있도록 100 m 북쪽으로 이전했다. 역 북쪽으로 터널 구간이 다시 시작된다.
역 서쪽에는 Quartier Daimler 택지 개발 계획이 있었다. 다임러에서는 택지 개발과 대중 건설 교통 비용을 지원하려고 했으나, BVG에서는 이 제안을 거부하고 자체 예산으로 1998년 2월에 역을 건설했다. 역 설치 예산으로 2000만 마르크가 예상되었으며 실제 비용으로는 1100만 유로가 소요되었다. 역 설계는 Hilmer & Sattler und Albrecht에서 담당했으며, 1998년 7월 27일에 토핑 아웃을 거쳤다.

### 개통
건설 당시 계획명은 하펜플라츠(Hafenplatz)역이었으며, 1998년 10월 2일에 베를린 지하철의 169번째 역으로 개통했다. 역 북쪽 출입구는 연결 도로 공사로 인하여 1999년까지 개통되지 않았다.

## 시설
이 역은 란트베어 운하 북쪽에 있다. 길이 113 m인 상대식 승강장이 설치되었다. 역 서쪽으로 확장되어 있는 건물로 건설되었다. 양 승강장 모두에 엘리베이터가 설치되어 있다.
포츠다머 플라츠역 방면 터널 입구는 역 건설 이후 노반 상부로 호텔이 건설되면서 천장이 씌워졌다. 베를린 S반 S21 노선을 설치할 수 있도록 터널 선시공부가 확보되어 있다.

## 인접 철도역
베를린 버스 M29번과 환승할 수 있다.
| 베를린 지하철 2호선            | 베를린 지하철 2호선 | 베를린 지하철 2호선       |
| ------------------------------ | ------------------- | ------------------------- |
| 글라이스드라이에크 룰레벤 방면 | U2                  | 포츠다머 플라츠 팡코 방면 |

## 참고 문헌
- Denkmalpflege-Verein Nahverkehr Berlin e. V. (1995). 《U2. Geschichte(n) aus dem Untergrund》. Berlin: Verlag GVE. ISBN 3-89218-032-6.